# Volta à Baviera
A Volta à Baviera (oficialmente: Bayern Rundfahrt) é uma corrida ciclista por etapas que se disputa anualmente no mês de maio, na região alemã da Baviera. É a carreira ciclista mais importante da Alemanha depois do desaparecimento da Volta à Alemanha em 2009, e a única de vários dias que se disputa em dito país depois do desaparecimento da Volta à Saxónia em 2010 (também existe o Tour de Berlim mas é uma carrea limitada a corredores sub-23).

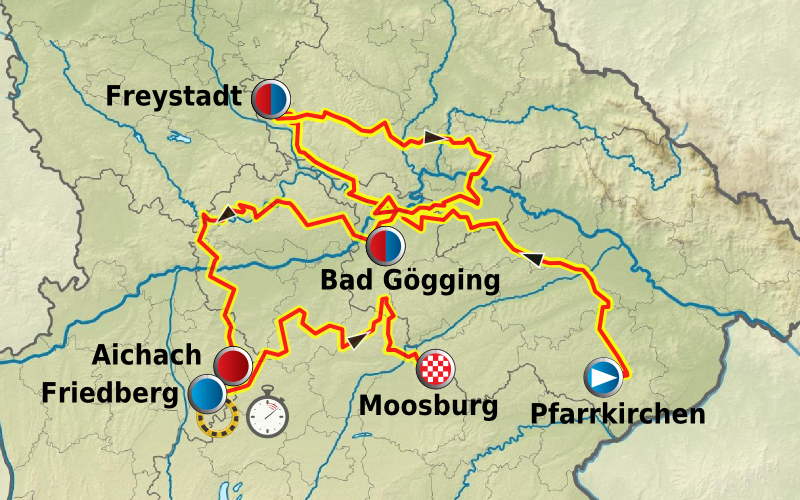
Percurso da Volta à Baviera 2011

Foi criada em 1980 não foi até 1989 quando se abriu a sua disputa aos corredores profissionais. Desde a criação dos Circuitos Continentais da UCI em 2005 faz parte da UCI Europe Tour na categoria 2.hc.

## Palmarés profissional
| Ano  | Ganhador              | Segundo              | Terceiro           |
| ---- | --------------------- | -------------------- | ------------------ |
| 1989 | Kai Hundertmarck      | Koen Van Rooy        | Hans Knauer        |
| 1990 | Jörg Paffrath         | Lubos Lom            | Eddy Seigneur      |
| 1991 | Brian Walton          | Lutz Lehmann         | Thomas Fleischer   |
| 1992 | Jacques Jolidon       | Willy Willems        | Dirk Schiffner     |
| 1993 | Alexander Kastenhuber | Jens Zemke           | Daniel Lanz        |
| 1994 | Pavel Padrnos         | Jimmi Madsen         | Thomas Liese       |
| 1995 | Fraude Scholz         | Volker Ordowski      | Arnaud August      |
| 1996 | Uwe Peschel           | Michael Rich         | Andreas Walzer     |
| 1997 | Christian Henn        | Bert Dietz           | Arnaud Pretot      |
| 1998 | Steffen Kjaergaard    | Axel Merckx          | Daniel Atienza     |
| 1999 | Rolf Aldag            | Sven Gaute Hölestöl  | Torsten Schmidt    |
| 2000 | Jens Voigt            | Michael Rich         | Tobias Steinhauser |
| 2001 | Jens Voigt            | Rolf Aldag           | Artour Babaitsev   |
| 2002 | Michael Rich          | Jens Voigt           | Yuriy Krivtsov     |
| 2003 | Michael Rich          | Patrik Sinkewitz     | Thomas Liese       |
| 2004 | Jens Voigt            | Andreas Klöden       | Tomasz Brożyna     |
| 2005 | Michael Rich          | Alexandre Vinokourov | Linus Gerdemann    |
| 2006 | José Alberto Martínez | Beat Zberg           | Luke Roberts       |
| 2007 | Stefan Schumacher     | Bert Grabsch         | Jens Voigt         |
| 2008 | Christian Knees       | Andreas Dietziker    | Niki Terpstra      |
| 2009 | Linus Gerdemann       | Maxime Monfort       | David Le Lay       |
| 2010 | Maxime Monfort        | Adriano Malori       | Simon Špilak       |
| 2011 | Geraint Thomas        | Nicki Sørensen       | Michael Albasini   |
| 2012 | Michael Rogers        | Jérôme Coppel        | Vladimir Gusev     |
| 2013 | Adriano Malori        | Geraint Thomas       | Jan Barta          |
| 2014 | Geraint Thomas        | Mathias Frank        | Vasil Kirienka     |
| 2015 | Alex Dowsett          | Tiago Machado        | Jan Bárta          |

## Palmarés por países profissional
| País        | Vitórias |
| ----------- | -------- |
| Alemanha    | 16       |
| Reino Unido | 3        |
| Canadá      | 1        |
| Espanha     | 1        |
| Noruega     | 1        |
| Chéquia     | 1        |
| Suíça       | 1        |
| Bélgica     | 1        |
| Itália      | 1        |